# Exelby
Exelby är en by i kommunen North Yorkshire i England. Byn nämndes i Domedagsboken (Domesday Book) år 1086, och kallades då Aschilebi.